# Funäsdalen
Funäsdalen est une localité suédoise sise dans la commune de Härjedalen dans le comté de Jämtland.

## Géographie
Funäsdalen est située dans l'ouest de la commune de Härjedalen, à proximité de la frontière norvégienne. Sa superficie est de 2,57 km2,.

## Démographie
La population de la localité est évaluée à 992 habitants en 2018 par le Statistiska centralbyrån (l'office suédois de la statistique),. Elle est la deuxième localité la plus peuplée de la commune après son siège Sveg.

## Station de ski
Le village abrite une station de ski sur le versant sud-est de la montagne Funäsdalsberget, nommée Funäsdalsberget. Fondée en 1936 elle est entièrement rénovée en 2007 où de nouvelles pistes sont créées et deux nouvelles remontées mécaniques installées. Parmi les nouvelles pistes figure la piste noire Nol i egga avec un passage où la pente atteint les 40 %, ce qui en fait en 2018 la quatrième piste la plus raide de suède. Cette piste accueille régulièrement des épreuves de coupe d'Europe de ski alpin.
La station connait des déboires financiers à la fin des années 2000 et est sauvée de la faillite en 2012 par un nouveaux groupe d'actionnaires. En 2014 la station se dotte d'un nouveau télécabine (baptisé Funäsgondol), portant la capacité de la station à cinq remontées mécaniques desservant 16 km de pistes répartis en 18 pistes de ski de tout niveau. Le domaine s'étend de 690 à 1 005 m d'altitude et est intégré à un domaine plus vaste, Funäsfjällen qui regroupe six stations.
Funäsfjällen est également un vaste domaine de ski de fond, qui offre plus de 300 km de pistes damées et 450 km de pistes tracées, et une partie de se domaine s'étend sur la localité de Funäsdalen.

## Personnalités liées à Funäsdalen
- La skieuse Nike Bent[12] (un podium en coupe du monde en 2006, participation aux Jeux olympiques en 2006).
- Le fondeur Lars Nelson, champion olympique du relais masculin en 2014[13].